# アメリスター・ジェット・チャーター9363便離陸失敗事故
アメリスター・ジェット・チャーター9363便離陸失敗事故は、2017年3月8日にアメリカ合衆国のデトロイトで発生した航空事故である。ウィロー・ラン空港発ワシントン・ダレス国際空港行きだったアメリスター・ジェット・チャーター9363便（マクドネル・ダグラス MD-83）が離陸時に滑走路をオーバーランした。乗員乗客116人中1人が負傷した。

## 飛行の詳細

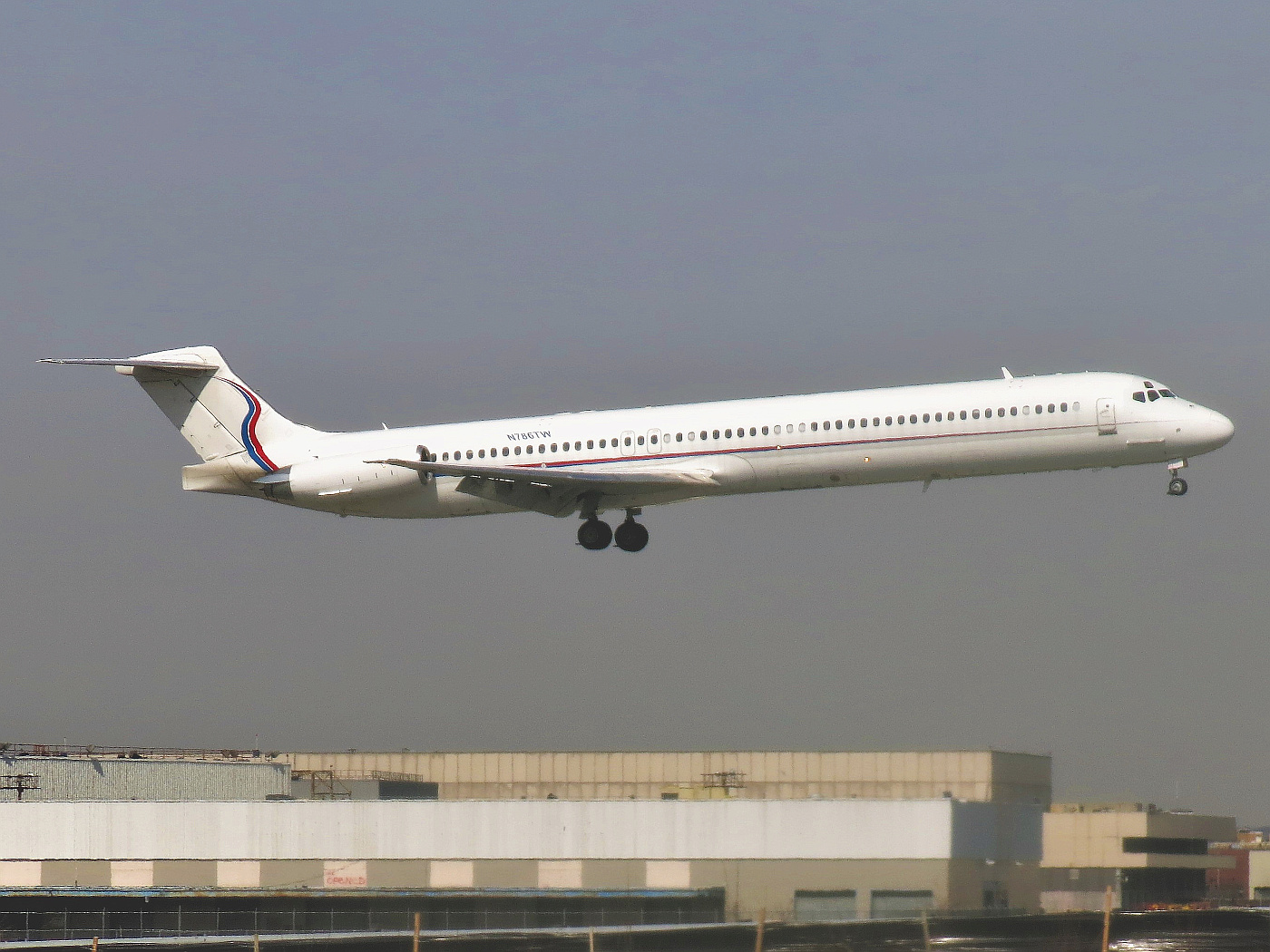
2016年3月に撮影された事故機

### 事故機
事故機のマクドネル・ダグラス MD-83（N786TW）は1992年に製造された。同年4月にアビアンカ航空に納入され、2010年12月にアメリスター・ジェット・チャーターが購入した。搭載されたエンジンはプラット・アンド・ホイットニー社製のJT8D-219ジェットエンジンで、補助動力装置はハネウェル社製のGTCP 281276-1を装備していた。総飛行時間は41,008時間で、39,472サイクルを経験していた。

### 乗員
この便では、機長の飛行訓練を兼ねていたため、副操縦士ではなくチェック・パイロットが乗務していた。
機長は54歳のアメリカ人男性で、MD-83の他にボーイング747、マクドネル・ダグラス DC-9、サーブ340での飛行資格があった。2016年1月から同社に雇われており、総飛行時間は15,518時間だった。DC-9シリーズでは8,495時間の経験があり、うち4,752時間が機長としての乗務だった。
チェック・パイロットは41歳のアメリカ人男性で、MD-83の他にボーイング737、マクドネル・ダグラス DC-9、ダッソー ファルコン、リアジェットでの飛行資格があった。2004年3月に同社に雇われ、総飛行時間は9,660時間だった。DC-9シリーズでは7,240時間の経験があり、2,462時間が機長としての乗務だった。

## 事故の経緯
9363便はミシガン大学によってチャーターされた便だった。乗客はミシガン大学のバスケットボールチームやチアリーダー、バンドメンバーとその家族だった。
EST12時36分ごろ、パイロットは飛行の準備を開始した。飛行前点検で機長は機体の周りを歩き、異常が無いか確認した。この区間の飛行では機長が操縦を行い、チェック・パイロットが計器の監視などを担当することとなっていた。飛行前のブリーフィングで、機長は強烈な突風を考慮して、V速度を通常よりも5ノット (9.3 km/h)速くすることを決定した。その結果それぞれ、V1が139ノット (257 km/h)、VRが142ノット (263 km/h)、V2が150ノット (280 km/h)と設定された。また、コックピットボイスレコーダー（CVR）の記録によれば、チェック・パイロットは突風を考慮し、V2に達するまで離陸を遅らせるよう機長に指示した。
滑走路23Lへのタキシング中、チェック・パイロットは操縦桿を前後に動かし、問題が無いか確かめたが、特に異常は見られなかった。14時51分12秒、機長は離陸滑走を開始した。14時51分55秒、チェック・パイロットがV1をコールした。約1秒後、機長は操縦桿を引き始めた。これにより、左の昇降舵は機首上げ位置に動いたが、右の昇降舵は動かなかった。14時52分01秒、9363便はVRに達した。機長はさらに操縦桿を引いたが、右の昇降舵は僅かに機首上げ位置に動いただけで、機体は離陸しなかった。14時52分04秒、チェック・パイロットはV2をコールした。しかしこの時点でも機体は浮揚しておらず、機長は「どうなってる？（hey, what’s  goin’  on?）」と発言し、3秒後に離陸中止を決断した。この時、機体はV1を上回る163ノット (302 km/h)まで加速しており、離陸中止についてチェック・パイロットは「V1を越えてからの中止はダメだ（…don’t  abort  above  V1  like  that,）」と言い、これに対して機長は「飛ばないんだ（it wasn’t  flying.）」と返答した。14時52分23秒、9363便はおよそ100ノット (190 km/h)の速度で滑走路をオーバーランした。機体は滑走路安全区域を通り抜け、空港外周のフェンスに激突し、滑走路端から1,150フィート (350 m)西南西に位置する道路上で停止した。

### 避難

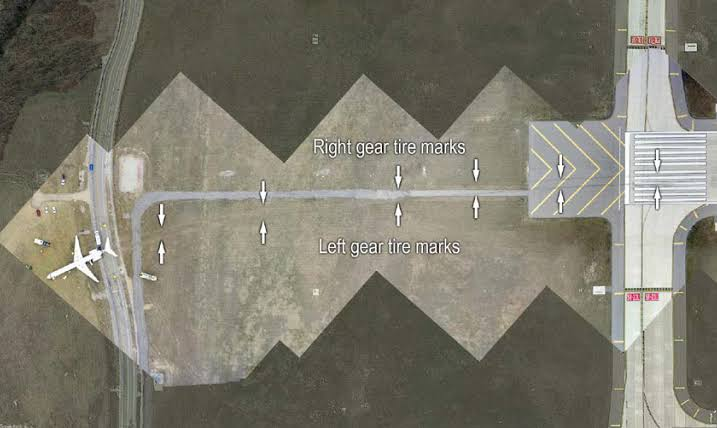
上空から見た事故現場

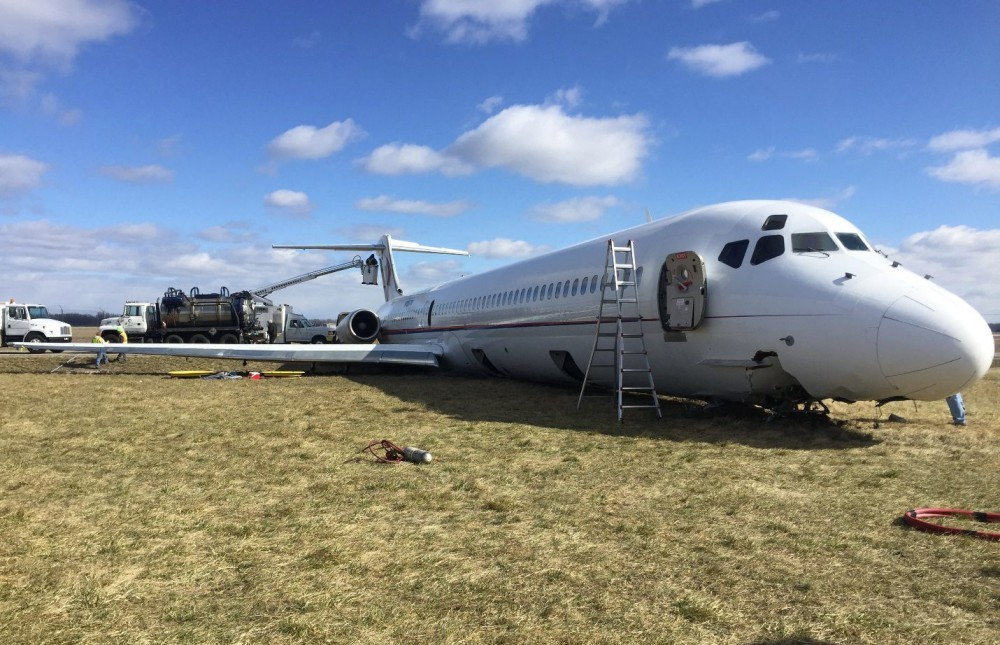
脱出後に撮影された事故機、右前方の脱出スライドが展開していないことが分かる

14時52分37秒、チェック・パイロットが客室乗務員に脱出を指示した。MD-83には8箇所の非常口があったが、この内2箇所が開かず、さらに機体右前方の非常口の脱出スライドが展開されなかったため、使用できなかった。また、テールコーン部の非常口は完全に開かず、客室乗務員が非常口を開けた時にはすでに乗客全員は脱出を完了していた。脱出時に乗客1人が軽傷を負った。

## 事故調査
国家運輸安全委員会（NTSB）が事故調査を担当し、その日の内に調査が開始された。調査にはNTSBの他、連邦航空局、ボーイング、アメリスター・ジェット・チャーターが参加した。機長は調査官に「機首にレンガの山が乗っているように重かった（felt heavy, like there was a stack of bricks on the nose.）」と話した。

### 予備報告書

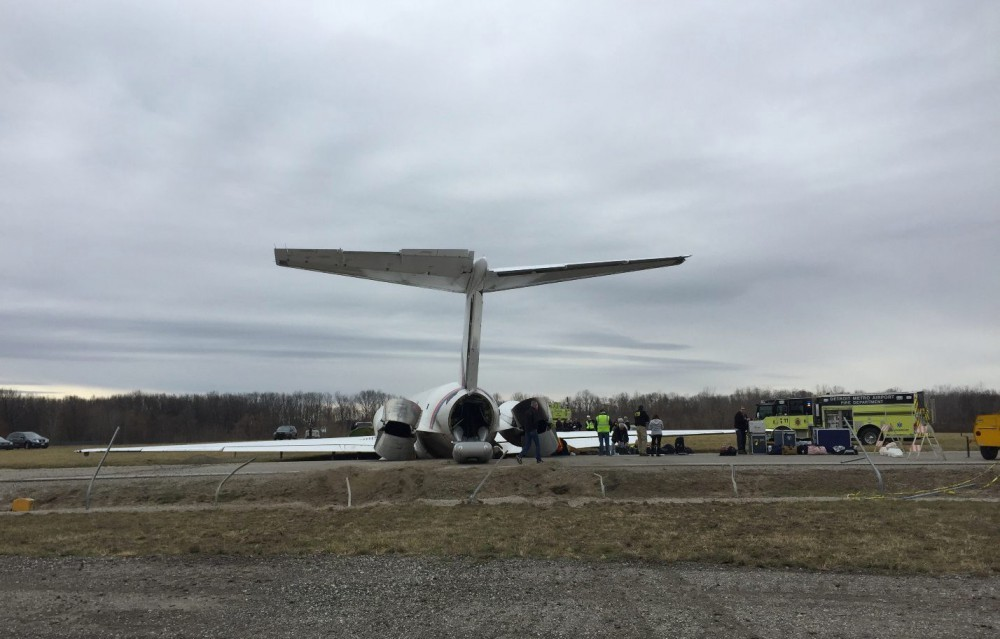
後ろ側から見た事故機、右側の昇降舵が下側に固着していることが分かる

2017年3月21日、NTSBは予備報告書を公表した。予備報告書では事故当時の風速は35ノット (40 mph)で、50ノット (58 mph)の突風が吹いていた可能性があると述べた。

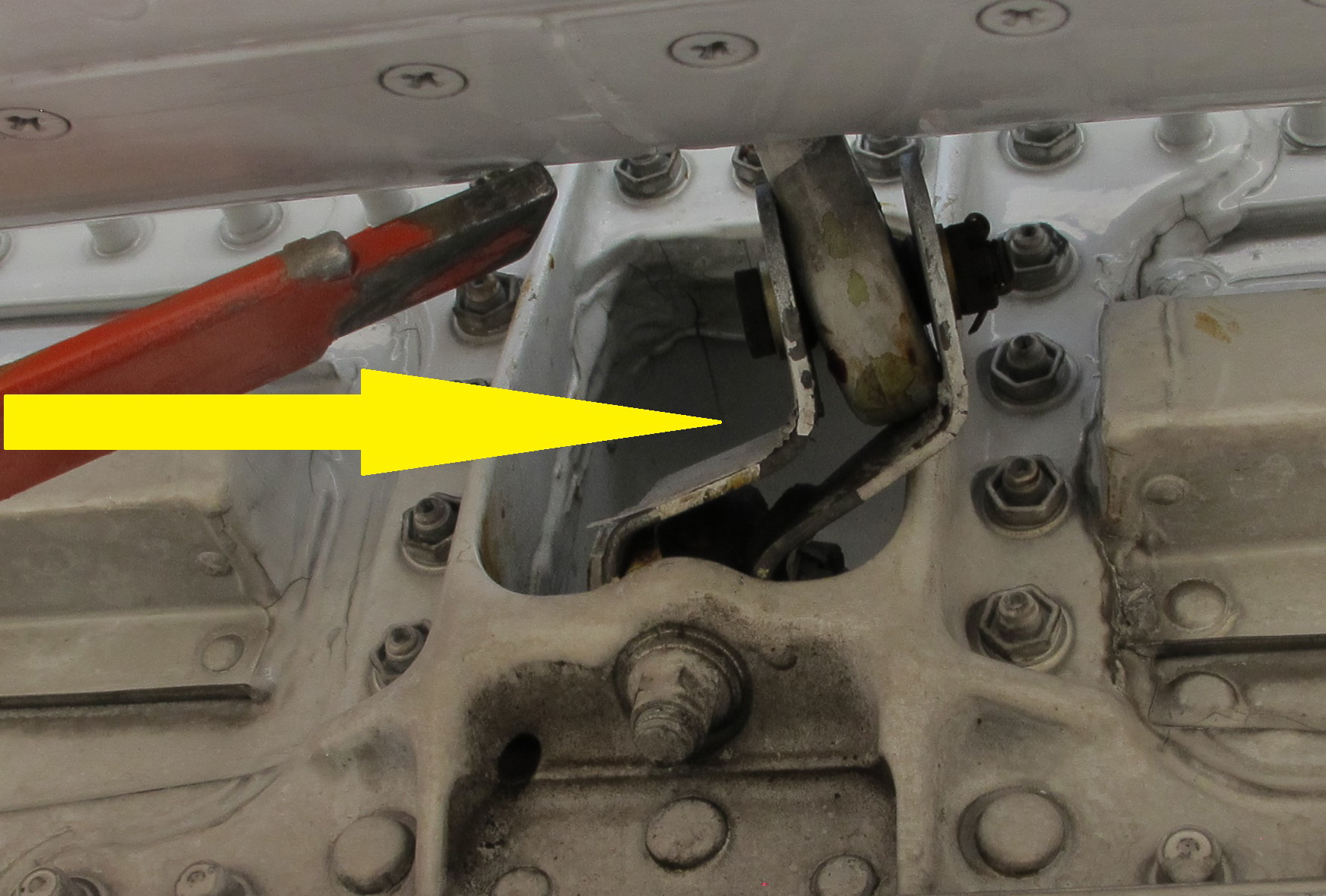
右側の昇降舵のクランク

調査から、右側の昇降舵のクランクが外側に曲がっており、固着していることが判明した。これにより右の昇降舵が機首下げ位置で固着していた。操縦桿は通常通り操作でき、昇降舵のコントロール・タブも動作した。しかし右の昇降舵はプッシュロッドの損傷により、動作が制限されていた。

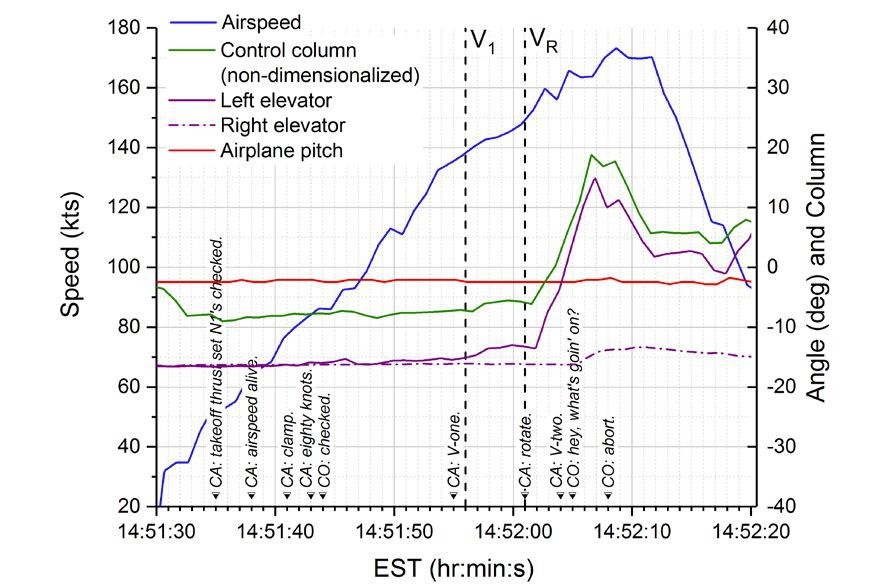
FDRのデータ、青の実線が速度、緑の実線が昇降舵の動作、紫の実線が左の昇降舵の動作、紫の破線が右の昇降舵の動作、赤の実線がピッチ角を示している

フライトデータレコーダー（FDR）の記録によれば、離陸速度の152ノット (282 km/h)に達したとき、パイロットは操縦桿を引いた。左の昇降舵は通常通り反応していたが、右の昇降舵は反応していなかった。機首上げ動作は5秒ほど行われ、機体は166ノット (307 km/h)まで加速したが機首は上がらなかった。

### 昇降舵の設計

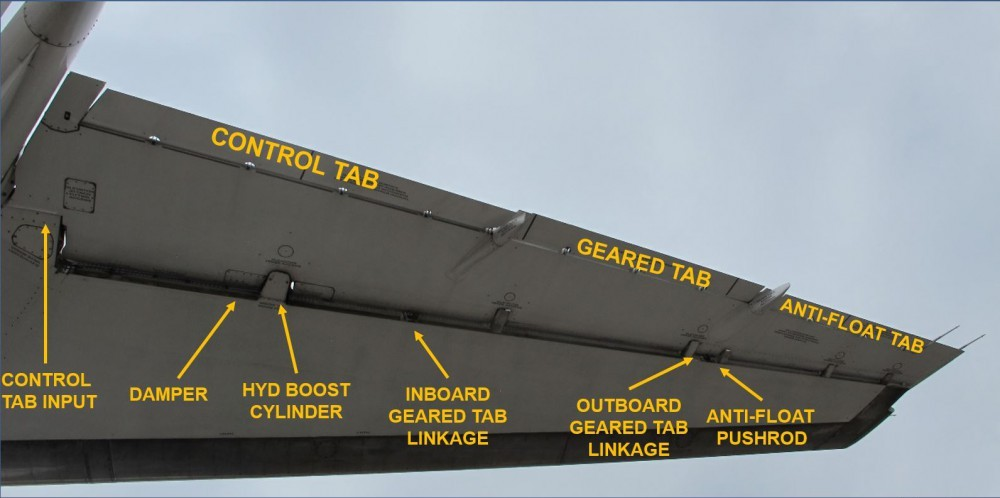
事故機の昇降舵と各部分の詳細

MD-83の昇降舵には飛行中のフラッター現象、及び地上で突風に遭遇した際に急激な動作が起こるのを防止するためのダンパーが装備されていた。また、駐機中などに風や作業員が触るなどして外力が加わると、昇降舵は制限範囲内で自由に動くよう設計されていた。昇降舵にはガストロックは装備されておらず、左右の昇降舵は独立して動作することができた。

### 事故当日の強風
NTSBは事故機が最大78マイル毎時 (68 kn)の強風にさらされていた可能性を指摘した。また、機体が風向と同一方向に駐機されていない場合、すべての操縦装置を目視点検し、手で動かす必要があると述べた。アメリスター・ジェット・チャーターの運用マニュアルによれば、60ノット (69 mph)を越える突風が予想される状況下でMD-83を駐機する場合には、風向と機体の方向を一致させるように駐機することとなっていた。しかし、当日の予報では突風は最大48ノット (55 mph)で、この駐機手順は使用されていなかった。
事故当日、ミシガン州では激しい突風が吹いており、複数の停電被害も発生していた。また、10時から19時まで、ウィロー・ラン空港の位置するウォッシュトノー郡では強風警報が発令されていたおり、60マイル毎時 (52 kn)以上の風も記録されていた。ウィロー・ラン空港で記録された最大の突風は68マイル毎時 (59 kn)のもので、事故の3時間前に観測されていた。パイロットたちは強風について認識してはいたが、8マイル離れたデトロイト・メトロ空港も通常通り運航を行っていた事もあり、特に心配はしていなかった。

### シミュレーションと実験

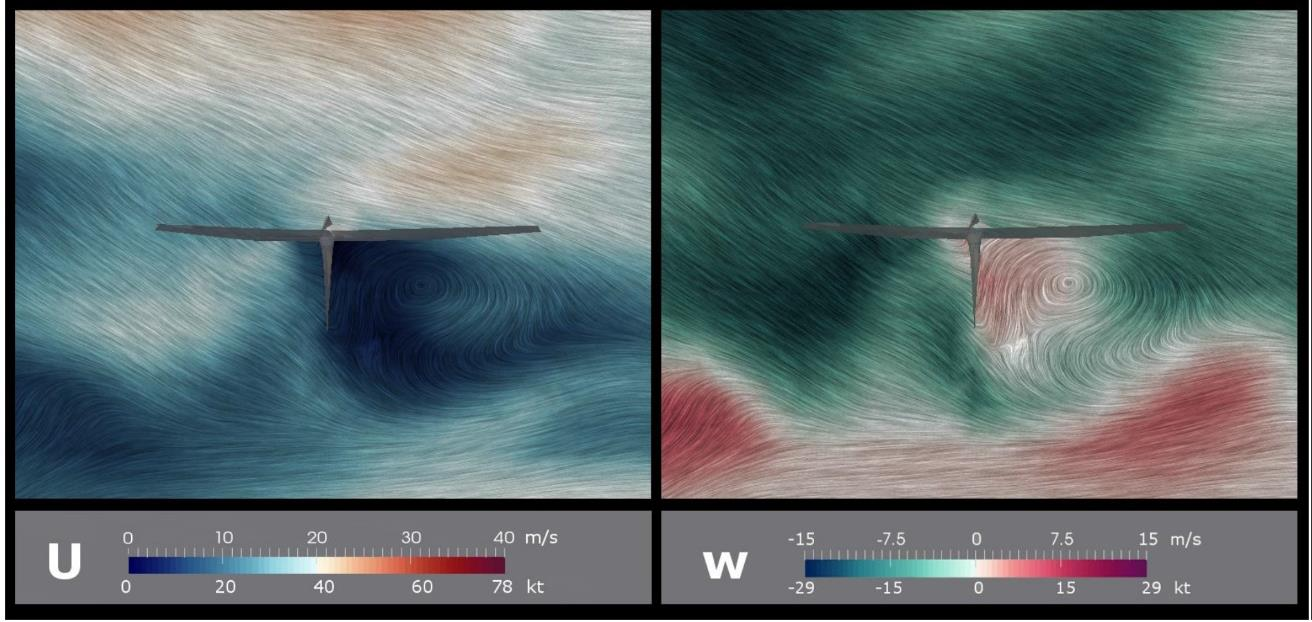
尾翼付近の風の流れを示したCG画像、Uが垂直方向の風の強さ、Wが水平方向の風の強さを示している

NTSBは事故当日の気象データを基に風の程度や突風の周期をシミュレーションし、事故機がどのような影響を受けたか調査した。シミュレーションから、事故機が58ノット (67 mph)以上の突風に晒されていたことが判明した。さらにNTSBは、尾翼付近の風の流れに注目した。尾翼付近では上方向の風が1秒ほど吹いた後、下方向の風が吹くことが分かった。
NTSBはこのシミュレーション結果を参考に、風によって昇降舵がどのような動きをするのか実験を行った。この実験はカリフォルニア州のボーイングの実験施設で行われ、地上に固定した実機の昇降舵が用いられた。昇降舵には25ノット (29 mph)から75ノット (86 mph)様々な風速の風が当てられた。実験の結果、60ノット (69 mph)程度の突風が昇降舵に当たった場合、昇降舵のタブ・リンケージが中心からずれた位置に動いた。この状態で操縦桿を引くと、クランクに力が加わり、外側に曲がった。

### 最終報告書
2018年4月11日、NTSBは事故に関する資料の公開を行った。資料は800ページを越えるもので、聞き取り調査、CVRの記録などの情報が含まれていた。同年12月13日、NTSBは翌年1月15日に理事会を開き、事故原因の決定を行うと発表した。
2019年2月14日、NTSBは最終報告書を発表した。報告書では、駐機中に局所的な突風に晒されたことで右側の昇降舵が機首下げ位置で固着したことが推定原因とされた。また、建物などの影響により、水平方向の風速が許容範囲内であっても、昇降舵を固着させるのに十分な強さの乱気流が尾翼付近で発生したことと、離陸前のチェックで昇降舵が固着していることに気付く手段が無かったことが事故に寄与したとされた。加えて、NTSBは機長の素早い離陸中止の判断や、中止後にチェック・パイロットが標準的な手順を遵守した操作を行ったこと、ウィロー・ラン空港の滑走路安全区域が1,000フィート (300 m)ほど増設されており長さが十分だったことなどの要因によって大惨事が回避されたとした。

## 安全勧告
この事故を受けてNTSBは以下の6つの安全勧告を出した。上3つはボーイングに対して、下3つは連邦航空局に対してのものである。
- DC-9、MD-80シリーズ、ボーイング717の尾翼の構造について、駐機中の突風により昇降舵に不具合が発生しないよう改善すること[27]。
- DC-9、MD-80シリーズ、ボーイング717の手順をについて、パイロットが離陸前に昇降舵が固着していないかチェックできるよう改訂すること[28]。
- 上記2つの改善や改訂が完了するまで、DC-9、MD-80シリーズ、ボーイング717のメンテナンス基準を変更し、昇降舵の検査が必要な突風の基準を下げること[29]。
- 突風によってもたらされる危険から操縦系統が適切に守られているか確認すること[30]。
- DC-9、MD-80シリーズ、ボーイング717の運用者が駐機中の突風を適切に監視しているかや、基準を越える突風に晒された際の対応などについて確認すること[31]。
- 気象観測を行う担当者が所定の仕事を遂行できなかった場合の責任を規定すること[32]。

## 事故後
バスケットボールチームは翌日にデトロイト・メトロ空港から臨時便に搭乗してワシントンへ向かった。
パイロットが離陸前に操縦装置の確認を含むチェックリストを完了していたにもかかわらず、異常は発見できなかったことなどから、NTSBは離陸前にパイロットが昇降舵の故障について気付くのは不可能だったと結論付けた。NTSB委員長のロバート・L・サムウォルトは、「この事故はほとんどのパイロットが遭遇することのないシナリオで、機体が滑走路内で停止させられない地点に達した後にならなければパイロットは飛行不能であると気付けなかった（This is the kind of extreme scenario that most pilots never encounter – discovering that their plane won’t fly only after they know they won’t be able to stop it on the available runway,）」と話した。